# Emiliano Waiselfisz
Emiliano Gabriel Waiselfisz is een Argentijns diplomaat. Hij was ambassadeur in Zuid-Korea tot juli 2024 en is dat sinds augustus 2024 in Suriname.

## Biografie
Emiliano Waiselfisz studeerde af in internationale betrekkingen aan de Universiteit van Brasilia. Hij was rond 2015/2017 consul-generaal in Sydney, Australië.
Tot circa 2023 werkte hij vier jaar lang op het ministerie voor het secretariaat voor Buitenlandse Coördinatie en Planning (Secretaría de Coordinación y Planificación Exterior; SECIN). Van medio 2023 tot juli 2024 was hij ambassadeur in Zuid-Korea.
Op 26 augustus 2024 trad hij aan als ambassadeur in Suriname. Hij overhandigde die dag zijn geloofsbrieven aan president Chan Santokhi van Suriname.